# Krystallopigí (Flórina)
Krystallopigí, en grec moderne : Κρυσταλλοπηγή, ou Smardési (Σμαρδέσι), est un village et un ancien dème du district régional de Flórina, en Macédoine-Occidentale, Grèce. Depuis 2010, il est fusionné au sein du dème de Préspes,
Selon le recensement de 2011, la population du dème s'élève à 359 habitants tandis que celle du village compte 314 habitants.